# Valmet KvKK 62

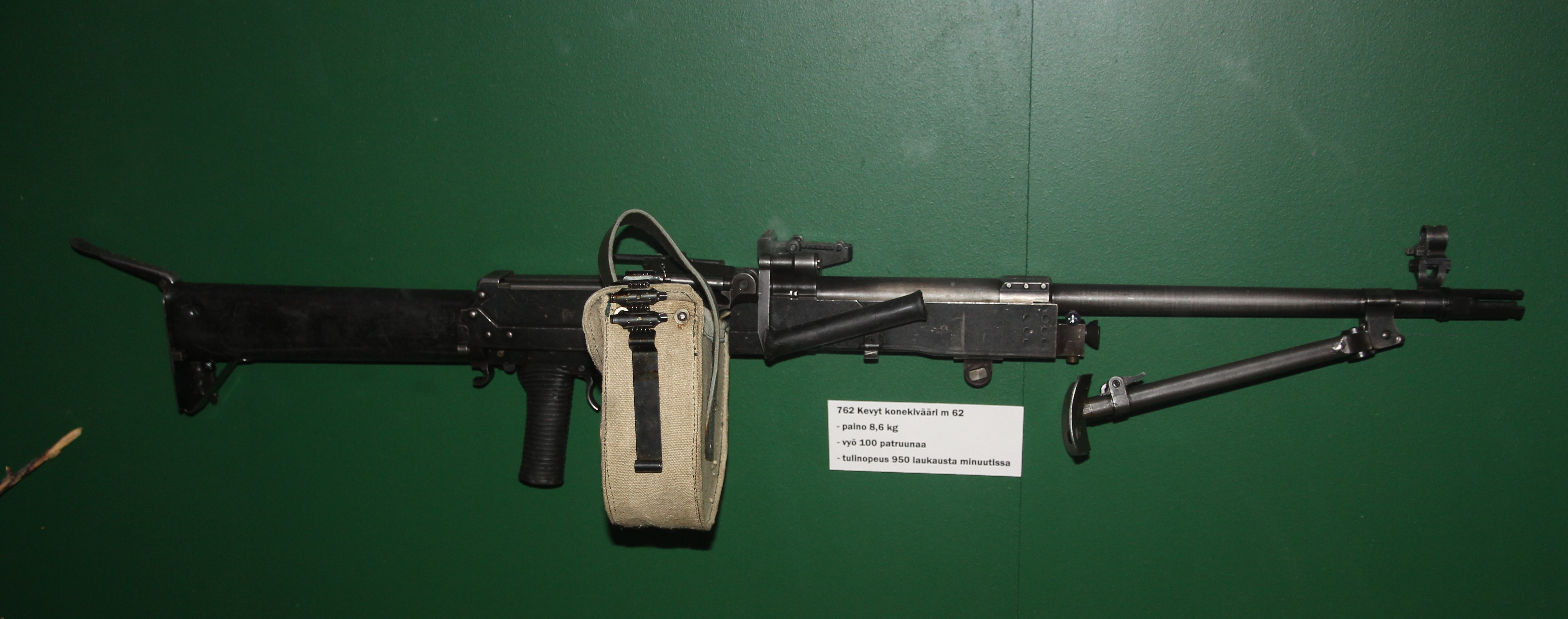
Une mitrailleuse Valmet 7,62 KvKK 62.

La Valmet 7,62 KvKK 62 est une mitrailleuse finlandaise inspirée par la Vz. 52. Elle a été adoptée par l'armée finlandaise en 1962. Elle tire la munition de 7,62mm M43.

## Données technique
Cette mitrailleuse fonctionne par emprunt des gaz. Sa construction est entièrement métallique. Elle ne possède pas de pontet, pour permettre le tir avec des gants. Le guidon est à lame sous tunnel et la hausse plate feuilletée. Elle dispose d'un cache-flamme triangulaire.
| Munition    | Cadence de tir théorique | Longueur | Canon | Masse à vide | Alimentation                     |
| ----------- | ------------------------ | -------- | ----- | ------------ | -------------------------------- |
| 7,62 mm M43 | 1100 c/mm                | 108,5 cm | 47 cm | 8,3 kg       | Bandes souples de 100 cartouches |